# ひかりのまち (テレビドラマ)
『ひかりのまち』は、北海道テレビ放送のスペシャルドラマとして制作された、全国放送の単発テレビドラマ。全編函館ロケ。主演は尾野真千子。
国際エミー賞2001ファイナリスト（アジア代表選出作品・ベスト8）、平成13年日本民間放送連盟賞テレビドラマ部門優秀賞、第38回ギャラクシー賞奨励賞、日本照明家協会賞テレビ部門奨励賞を受賞した。

## あらすじ
老人向け夕食宅配サービスをしているカーコ（倉島加代子）は、娘の高校3年生ユーコ（倉島由子）と母子2人暮らし。ユーコは3年生になっても進路を決められずにいた。カーコは、煮えきらないユーコに自分の仕事を手伝わせることにする。そこでユーコは、独り暮らしの老人ガンさん（岩田登喜男）に出会う。
頑固で人を寄せ付けようとしないガンさんに、最初は反発するユーコ。だが、ガンさんの寂しい胸の内と、本当は優しい人柄に徐々に心を開いていく。ユーコのまっすぐな気持ちに、ガンさんも次第に打ち解けていく。会うたびに笑顔で会話を交わす2人。しかし、この時ガンさんには重大な秘密が…。

## 出演者
倉島由子（くらしま ゆうこ／ユーコ）：尾野真千子
進路を決めかねている函館の高校3年生。母親のカーコの仕事である宅配サービスの手伝いをしている。
倉島加代子（くらしま かよこ／カーコ）：風吹ジュン
ユーコの母。函館で老人向け夕食宅配サービスの仕事をしている。早々と離婚し、女手一つでユーコを育てた。
岩田登喜男（いわた ときお／ガンさん）：すまけい
函館の独居老人。頑固者。ユーコの夕食宅配サービスの客。
岩田久司（いわた ひさし）：遠藤憲一
東京に住むガンさんの息子。父とは疎遠。
他

## スタッフ
- 企画・プロデューサー ：四宮康雅
- 脚本：遠藤彩見
- 音楽：増本直樹
- 演出：多田健
- 美術：中原芳雄、七尾出
- 絵画協力：藤田弘子、加藤博
- 撮影：小川洋一（J.S.C.）
- 主題歌：藤井フミヤ「Angel Voice」
- 制作著作：北海道テレビ放送（HTB）

## 国際エミー賞・ファイナリスト
地方局制作らしい新鮮味の無い朴訥とした作品という声も上がる中、幾多の賞を受賞した。風吹ジュンも公式サイトで「東京では出来ない作品」と述べている。
そうした中、世界のテレビ放送の権威である「国際エミー賞」のアジア代表選出作品（ベスト8）に選出され、ファイナルまで進んだ。しかし、2001年9月11日に発生したアメリカ同時多発テロ事件の影響でファイナルは中止となり、結局ベスト8以上の評価を得ることは出来なかった。